# Green Eyes (Coldplay)
"Green Eyes" is een nummer van de Britse band Coldplay. Het nummer verscheen als de zevende track op hun tweede studioalbum A Rush of Blood to the Head uit 2002.

## Achtergrond
"Green Eyes" is geschreven door alle bandleden en geproduceerd door de band in samenwerking met Ken Nelson. Het begint met een akoestische gitaar, bespeeld door zanger Chris Martin, die doorgaat tot halverwege het nummer, wanneer de overige instrumenten hun intrede maken. Aan het einde van het nummer keert de akoestische gitaar terug. Volgens Martin is het nummer geschreven voor twee personen: een "Amerikaanse vriendin", waarover wordt gespeculeerd dat Martin verliefd op haar was, en gitarist Jonny Buckland.
Liveversies van "Green Eyes" worden vaak gespeeld in een langzamer tempo. Op een Nederlandse versie van de cd-single "Clocks" staat een liveversie van het nummer, wat wordt afgesloten met het in het Nederlands gezongen "Mooie ellebogen", dat slechts enkele seconden duurt. In Australië werd "Green Eyes" tevens als promotionele single uitgebracht.

## NPO Radio 2 Top 2000
| Nummer met noteringen in de NPO Radio 2 Top 2000 | '18  | '19  | '20  | '21  | '22  | '23  | '24  |
| ------------------------------------------------ | ---- | ---- | ---- | ---- | ---- | ---- | ---- |
| Green Eyes                                       | 1704 | 1839 | 1842 | 1922 | 1674 | 1797 | 1699 |

1. ↑  Een vetgedrukt getal geeft de hoogste notering aan.
2. ↑  2018 was het eerste jaar met een notering voor dit nummer.